# كزافييه باول
كزافييه باول (بالإنجليزية: Xavier Paul)‏ هو لاعب كرة قاعدة أمريكي، ولد في 25 فبراير 1985 في سليدل في الولايات المتحدة.

## وصلات خارجية
- كزافييه باول على موقع دوري كرة القاعدة الرئيسي (الإنجليزية)
- كزافييه باول على موقعبيزبول رفرنس.كوم (الدوري الرئيسي) (الإنجليزية)
- كزافييه باول على موقعبيزبول رفرنس.كوم (الدوري الثانوي) (الإنجليزية)
- كزافييه باول على موقع إي إس بي إن.كوم (أم.أل.بي) (الإنجليزية)
- كزافييه باول على موقع مشجعي الرسوم البيانية (الإنجليزية)